# محطة مترو علي بومنجل
دخلت محطة مترو الجزائر على بومنجل اليوم 13 نوفمبر2018 حيز الخدمة، حيث دخل الاستغلال التجاري لهذه التوسعة الجديدة لمترو الجزائر من يوم 13 نوفمبر 2018 ،حيث حددت أوقات الاستغلال من الساعة السادسة صباحا إلى غاية التاسعة مساءا.

## روابط خارجية
- موقع مترو الجزائر
- الخط 1 مترو الجزائر على ستركتر